# ميكي تاكر
ميكي تاكر (بالإنجليزية: Mickey Tucker)‏ هو عازف جاز وعازف بيانو أمريكي، ولد في 28 أبريل 1941 في درم في الولايات المتحدة.

## وصلات خارجية
- ميكي تاكر على موقع ميوزك برينز (الإنجليزية)
- ميكي تاكر على موقع أول ميوزيك (الإنجليزية)
- ميكي تاكر على موقع ديسكوغز (الإنجليزية)